# Olympische Sommerspiele 2008/Teilnehmer (Mazedonien)
| Gelbes Symbol für Goldmedaillen mit stilisierten Olympischen Ringen | Graues Symbol für Silbermedaillen mit stilisierten Olympischen Ringen | Braundes Symbol für Bronzemedaillen mit stilisierten Olympischen Ringen |
| ------------------------------------------------------------------- | --------------------------------------------------------------------- | ----------------------------------------------------------------------- |
| —                                                                   | —                                                                     | —                                                                       |

Nordmazedonien trat unter dem Namen Ehemalige Jugoslawische Republik Mazedonien bei den Olympischen Sommerspielen 2008 an und nahm damit zum 4. Mal an einem olympischen Sommerturnier teil. Die Delegation umfasste sieben Athleten. Die beste Platzierung war ein 7. Platz beim Ringen.

## Teilnehmer nach Sportart

### Kanu
- Männer: Atanas Nikolovski
Einer-Kajak

### Leichtathletik
- Männer: Redžep Selman (Dreisprung)
- Frauen: Ivana Rožman (100 m Sprint)

### Ringen
- Murad Ramasanow – erreichte Platz 7 (die beste Platzierung eines mazedonischen Sportlers bei den Olympischen Sommerspielen 2008)
Federgewicht

### Schießen
- Männer: Sašo Nestorov
Luftgewehr

### Schwimmen
- Männer: Mihajlo Ristovski (200 m Freistil)
- Frauen: Elena Popovska (100 m Freistil)